# Zalesice-Opoka
Zalesice-Opoka – część wsi Zalesice-Kolonia (do 31 grudnia 2002 przysiółek) w Polsce, położona w województwie mazowieckim, w powiecie radomskim, w gminie Wierzbica.